# Museo civico Goffredo Bellini
Il Museo civico Goffredo Bellini si trova ad Asola, in provincia di Mantova.
Il materiale esposto, donato dal collezionista asolano Goffredo Bellini (1870-1947), offre una panoramica che spazia attraverso i millenni della storia, dalla preistoria al Novecento, con un'esposizione organizzata per percorsi cronologici e tematici completati da un sintetico apparato didascalico. Il percorso comprende diversi materiali – fossili, pietra, legno, ceramica -, divisi secondo la provenienza: testimonianze preistoriche del territorio, una stele egizia del 2134-2040 a.C., una coppa attica a figure nere della fine del VI secolo a.C., corredi tombali dei Celti e degli Etruschi, manufatti romani ”a pareti sottili” in ceramica. A ciò si aggiungono recenti donazioni di reperti archeologici, quadri e il prezioso Atlante Veneto edito nel 1690 dal geografo Vincenzo Maria Coronelli, testimonianza del dominio di Venezia su Asola. In seguito a una recente sistemazione, al museo Bellini è annesso il museo parrocchiale d'arte sacra Giovan Battista Tosio. Sono esposti i più preziosi oggetti d'arte sacra, quadri, paramenti, dipinti, statue, oreficerie, calici, reliquiari, candelieri, rare sculture lignee cinquecentesche, tutti provenienti dall'antica chiesa di Sant'Andrea adiacente, costruita in stile tardo-gotico lombardo. Aderisce alla rete MaNet, che opera dal 2004.

## Storia
Il museo è nato all'inizio anni venti ad opera di Goffredo Bellini (1870 - 1947), segretario della Congregazione di Carità di Asola, che iniziò a raccogliere oggetti di vario genere nella sede del Monte dei Pegni, a cui si aggiunsero successivamente donazioni spontanee da parte degli asolani. Nel 1943 Bellini viene nominato Ispettore Onorario della Reale Soprintendenza alle Gallerie delle province di Mantova, Verona e Cremona. La sua collezione era fruibile al pubblico anche quando privata, ed era stata organizzata dallo stesso fondatore in sette diverse sezioni: 
1. sala archeologia e quadri
2. locale dei marmi
3. sala medio evo
4. sala delle armi e mobili
5. sala cimeli di guerra
6. sala autografi, libri e stampe
7. sala di storia naturale

Vi era inoltre una Galleria dei quadri distaccata.
Non è chiaro quando di preciso la collezione sia diventata di proprietà pubblica, ma dopo la morte di Bellini questa venne lasciata in gestione al comune e trasferita presso la Scuola Media Schiantarelli. Negli anni 1960 e anni 1970 il museo viene portato avanti da gruppo scout, gruppo archeologico e altre associazioni locali di volontariato. Nel 1972 viene trasferito in Viale Brescia, nel seminterrato della scuola elementare. Fra 1992 e 1994 è nel Palazzo Municipale, poi in via Turbini.
Nel 2006, dopo un restauro, il palazzo del Monte dei Pegni è tornato ad essere la sede del museo civico.

## Allestimento

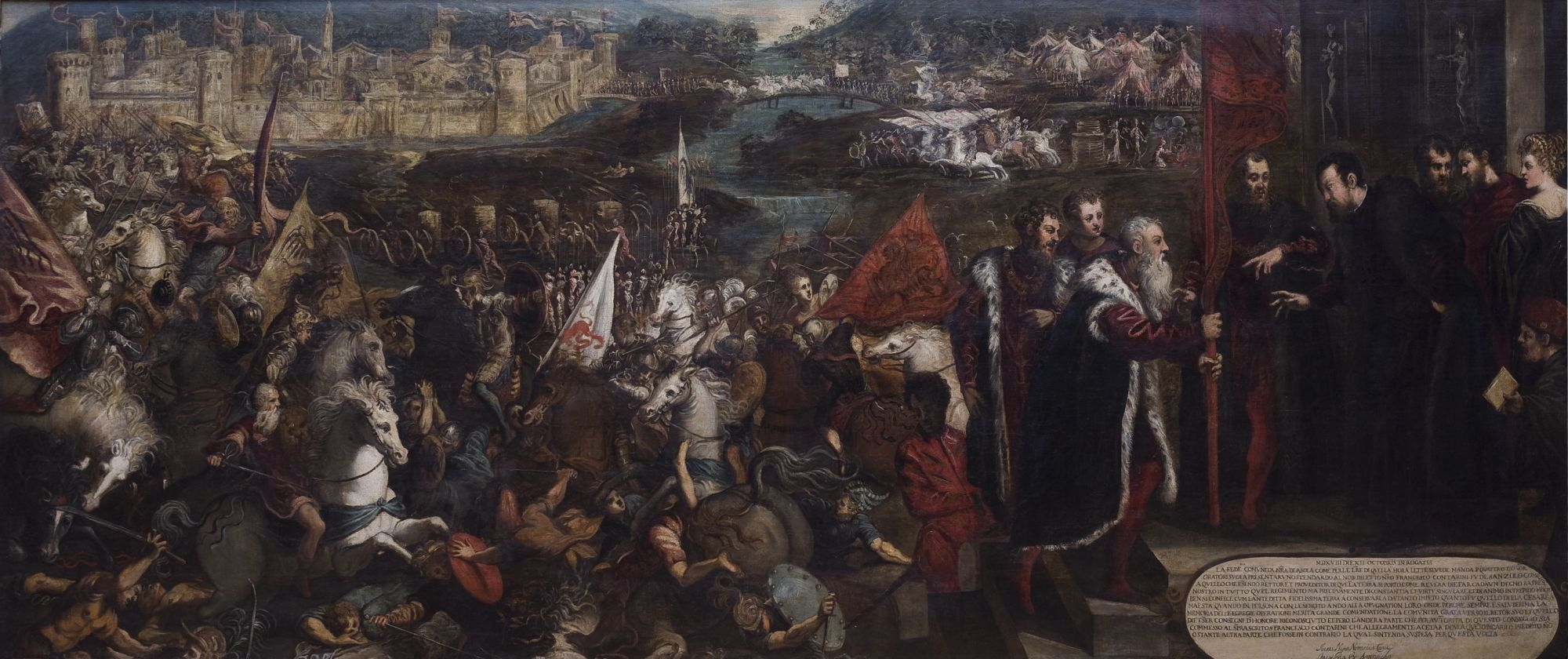
Assedio di Asola di Tintoretto. Al Museo Bellini è ospitata una riproduzione in scala 1:1.

La sezione archeologica accompagna il visitatore dall’età del Bronzo all’età romana con un’ultima sala lapidarium dedicata a materiali architettonici e lapidei appartenenti a diversi periodi storici, punto di contatto con l’allestimento al primo piano. 
Procedendo al piano superiore si trova una sezione dedicata ai materiali della tradizione popolare, dagli antichi mestieri legati al focolare domestico alle diverse attività artigianali.
Il percorso continua poi con una sezione storica divisa in due sale: una con documenti relativi alla fine della dominazione veneta e all’Unità d’Italia con importanti opere di pittori impegnati nelle guerre d’Indipendenza: Ripari e De Tivoli; nella seconda sala armi, documenti e residui bellici descrivono la terribile sorte di milioni di soldati durante la Grande Guerra. 
Il percorso prosegue nella sala storico-artistica con disegni e opere di pittori asolani e non otto-novecenteschi: quali Impaccianti, Parenti e Bernardi. Importante la recente donazione dell’artista Stefano Arienti dell’opera “Sant'Andrea e Sant'Erasmo” ispirata alle ante d’organo della chiesa di Sant'Andrea realizzate dal Romanino.
Una sala a carattere topografico ospita materiali eterogenei per caratteristiche e per datazione ma simbolo della Città, come l’orologio dell’Ospedale e il pastorale in avorio di epoca matildica.  Qui una riproduzione in dimensioni originali della tela “L’Assedio di Asola” attribuita al Tintoretto racconta l’evento storico del 1516 e la vittoria degli Asolani sulle truppe imperiali di Massimiliano I. 
Un’ala del palazzo è dedicata alla collezione di oggetti sacri e liturgici del Museo parrocchiale “G. B. Tosio”, dalle statue lignee alla quadreria dei santi, dagli oggetti ai paramenti sacri, con importanti opere pittoriche del Moretto.
Il museo si è arricchito recentemente di una sezione mineralogica dedicata ai donatori Elda Sandrin e Cesare Piubeni visibile su richiesta e comprendente seicento minerali provenienti da tutto il mondo.

### Sezione introduttiva
Nella sezione introduttiva i due oggetti più significativi della collezione, acquistati da Bellini: la Stele di Kewej, una stele funeraria egizia risalente al Primo periodo intermedio (fine III millennio a.C.) e una Kylix attica a figure nere (fine VI sec. a.C.). 

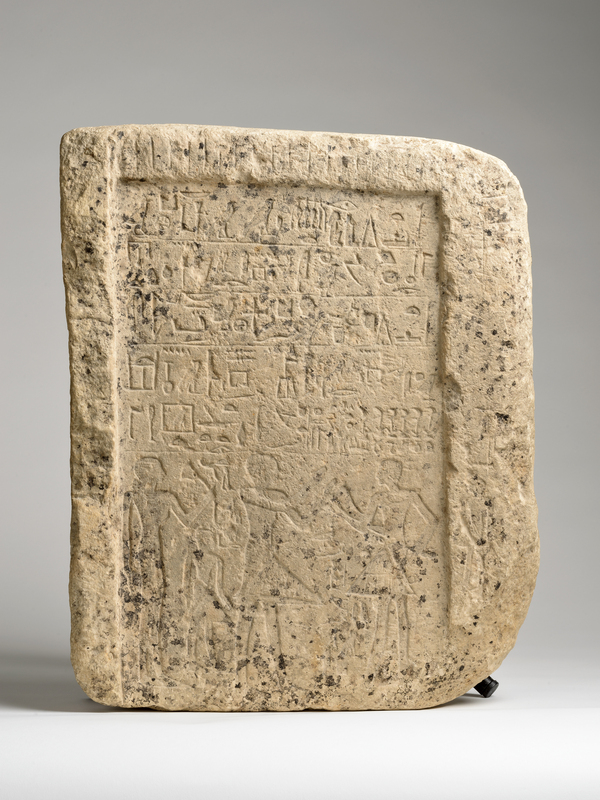
Stele di Kewej, Primo periodo intermedio (fine III millennio a.C.)
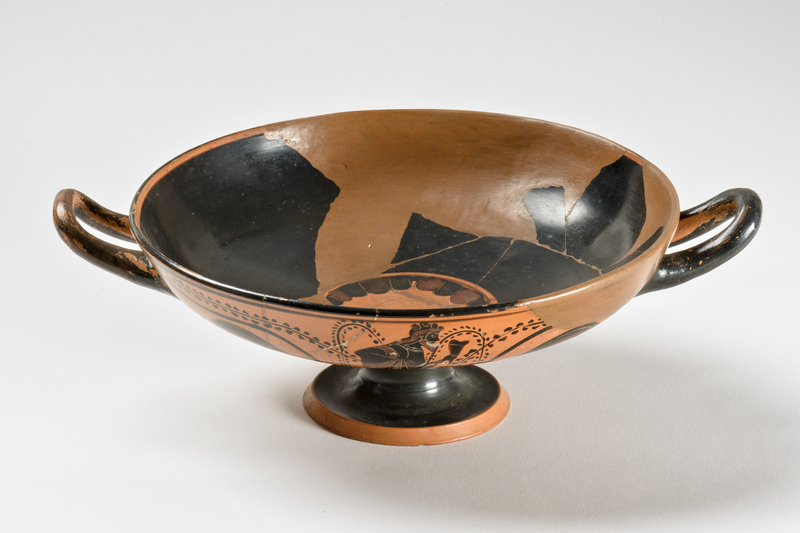
Kylix attica a vernice nera ad occhioni, fine VI sec. a.C..

### Periodo storico preistorico e protostorico
Nel territorio di Asola non sono stati trovati reperti del Paleolitico e del Mesolitico. Sono invece presenti nella collezioni oggetti risalenti al Neolitico, provenienti da Casalromano. Dall'età del rame ci è arrivato un pugnale in selce relativo alla cultura del vaso campaniforme. Diversi oggetti risalgono all'età del bronzo e in particolare alla cultura di Polada. 

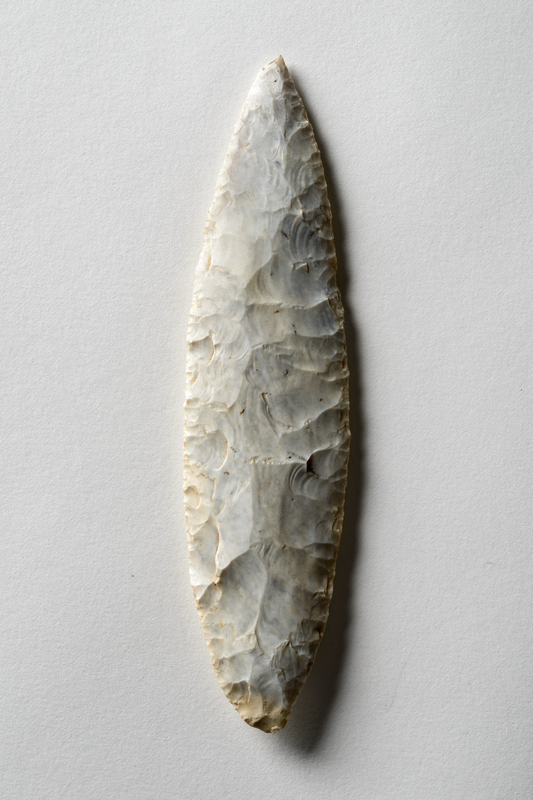
Lama di pugnale della cultura del vaso campaniforme
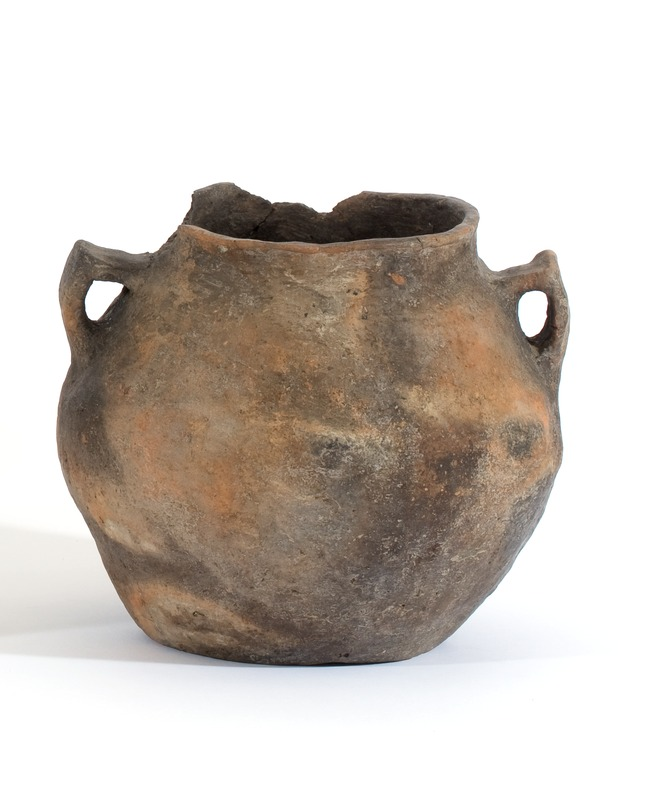
Anfora biconica della cultura di Polada trovata in località Cataragna, comune di Lonato del Garda

### Periodo celtico e della romanizzazione
Sono presenti oggetti della prima e seconda età del ferro, non provenienti dal territorio della Pianura Padana. Diversi oggetti testimoniano la Cultura di La Tène, probabilmente legata alle origini dei Celti.

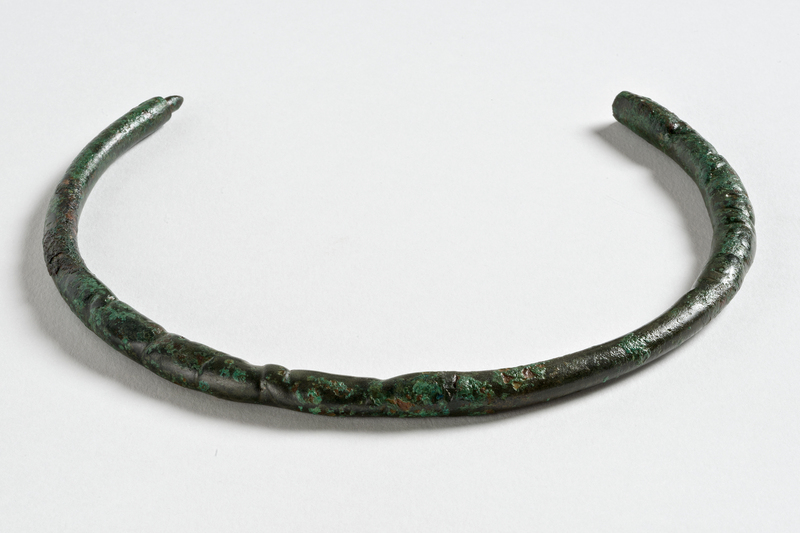
Torque in bronzo della Cultura di La Tène
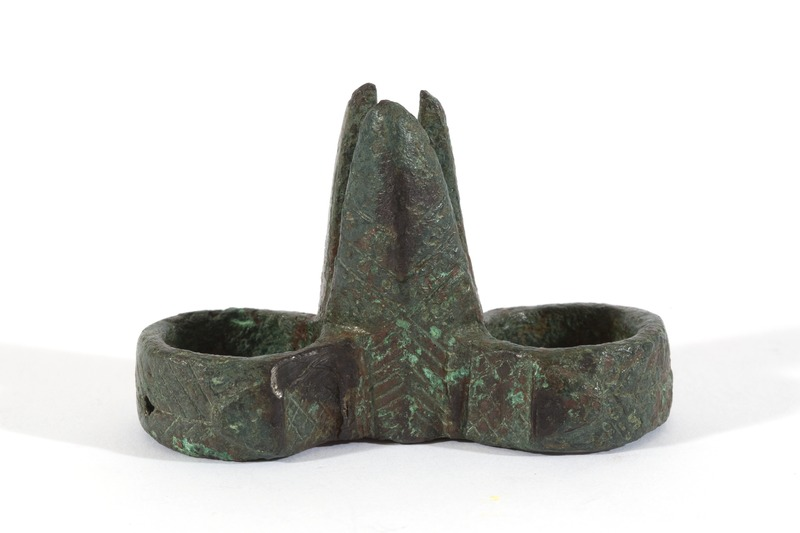
Anello gemino della Cultura di La Tène
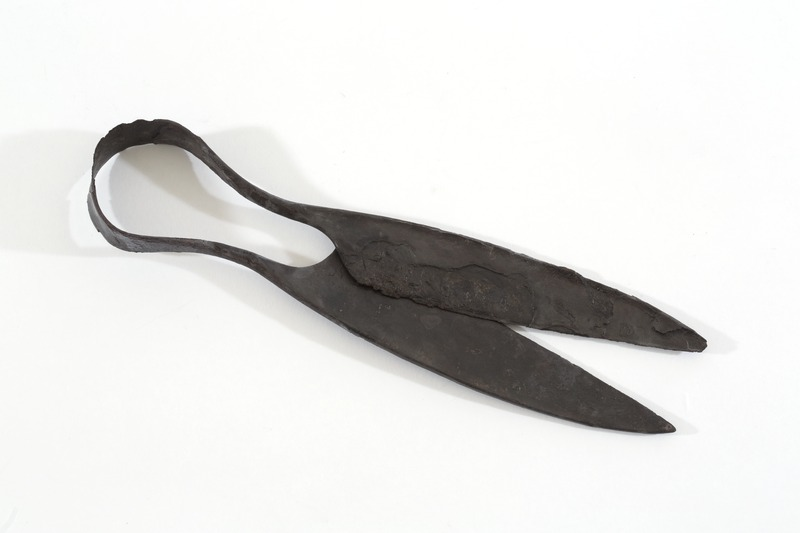
Cesoie in ferro della Cultura di La Tène

### Periodo romano
Nella sezione dedicata al periodo romano c'è piccola raccolta numismatica di monete di età ellenistica e romana.

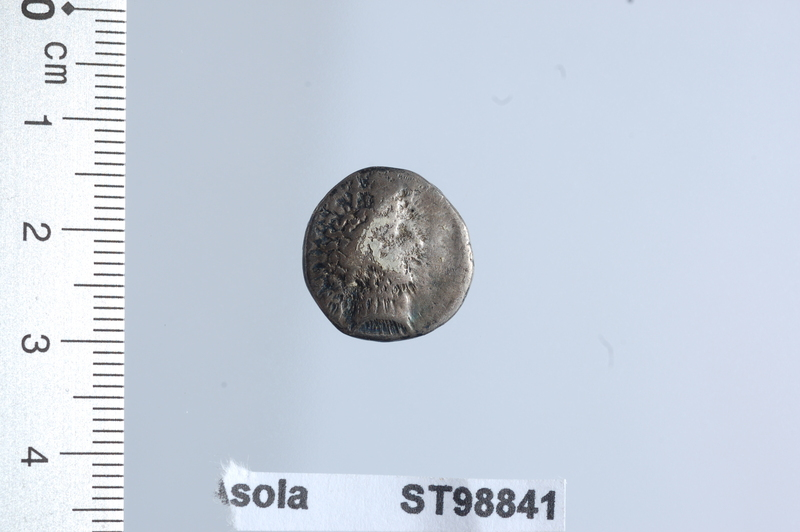
Dracma padana in argento (Boi-Cenomani)
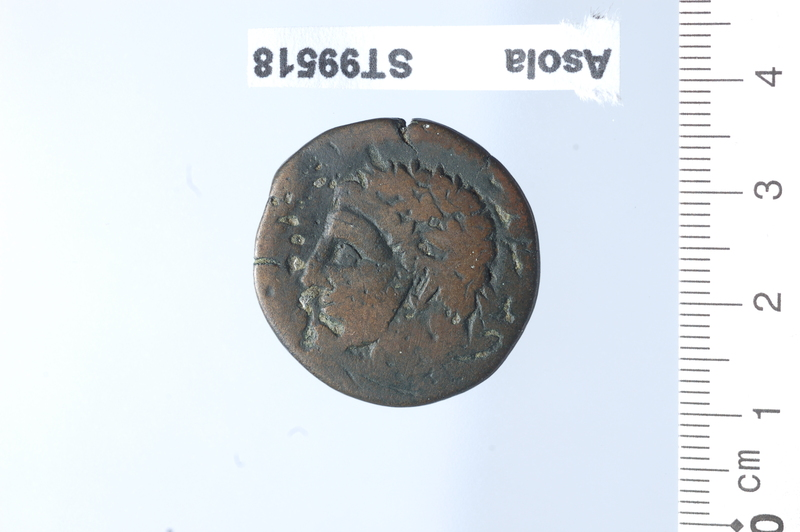
Moneta di bronzo di Età ellenistica
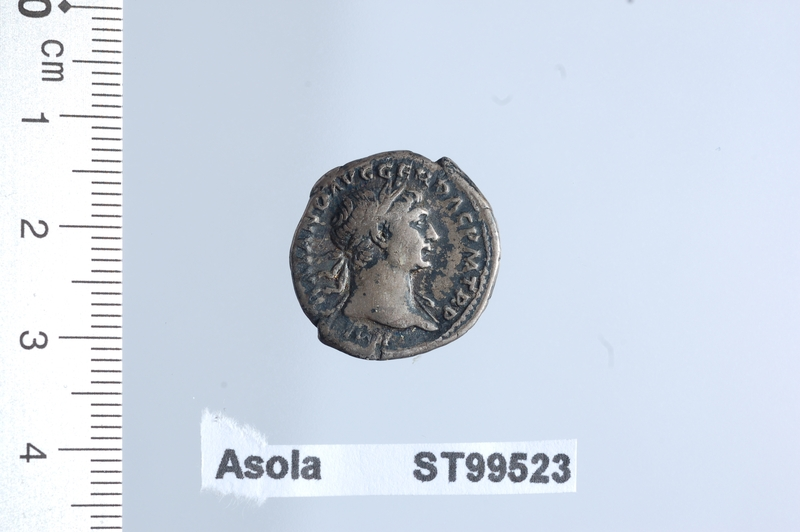
Denario in argento di Età romana

Sono presenti poi anfore e altri oggetti di ceramica.

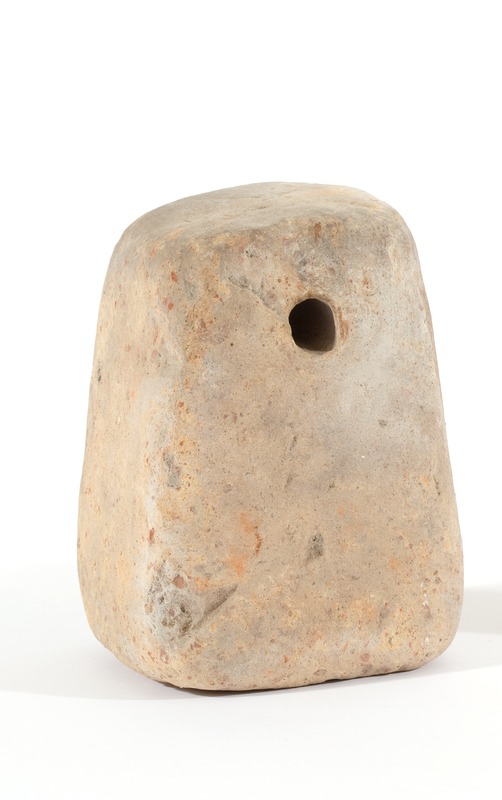
Peso in argilla
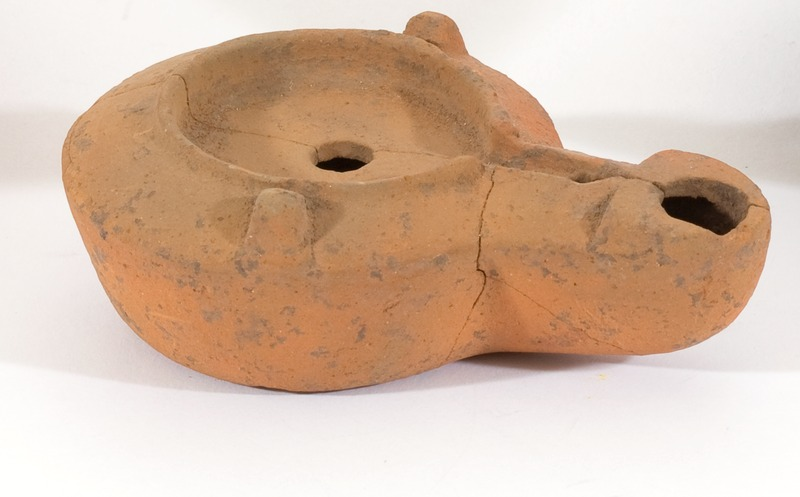
Lucerna
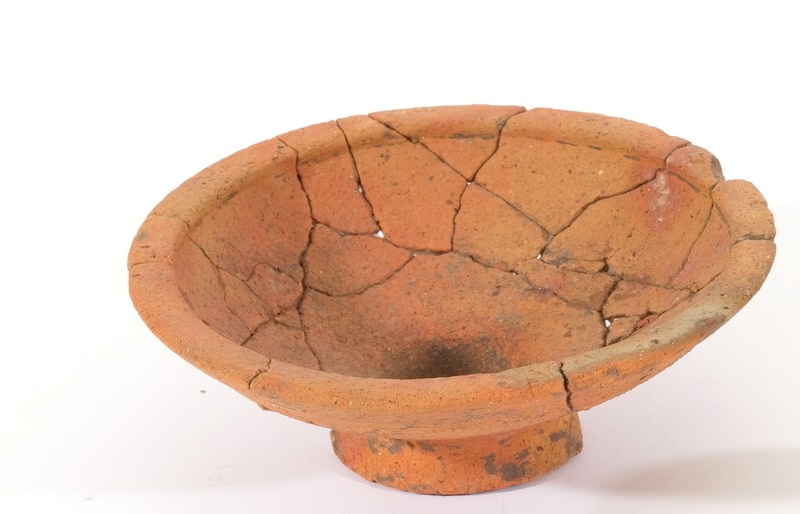
Ciotola in argilla

Di età romana sono anche alcuni oggetti in vetro, provenienti da una tomba scavata a Remedello in provincia di Brescia (fondo Gerone).

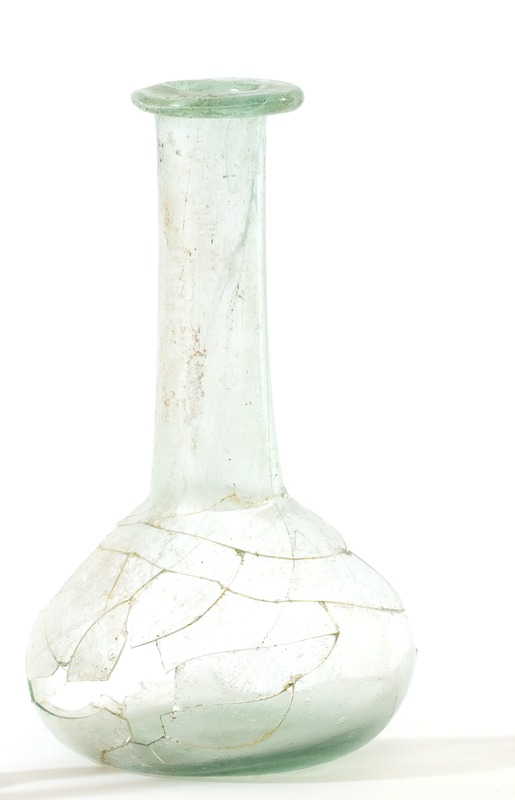
Balsamario
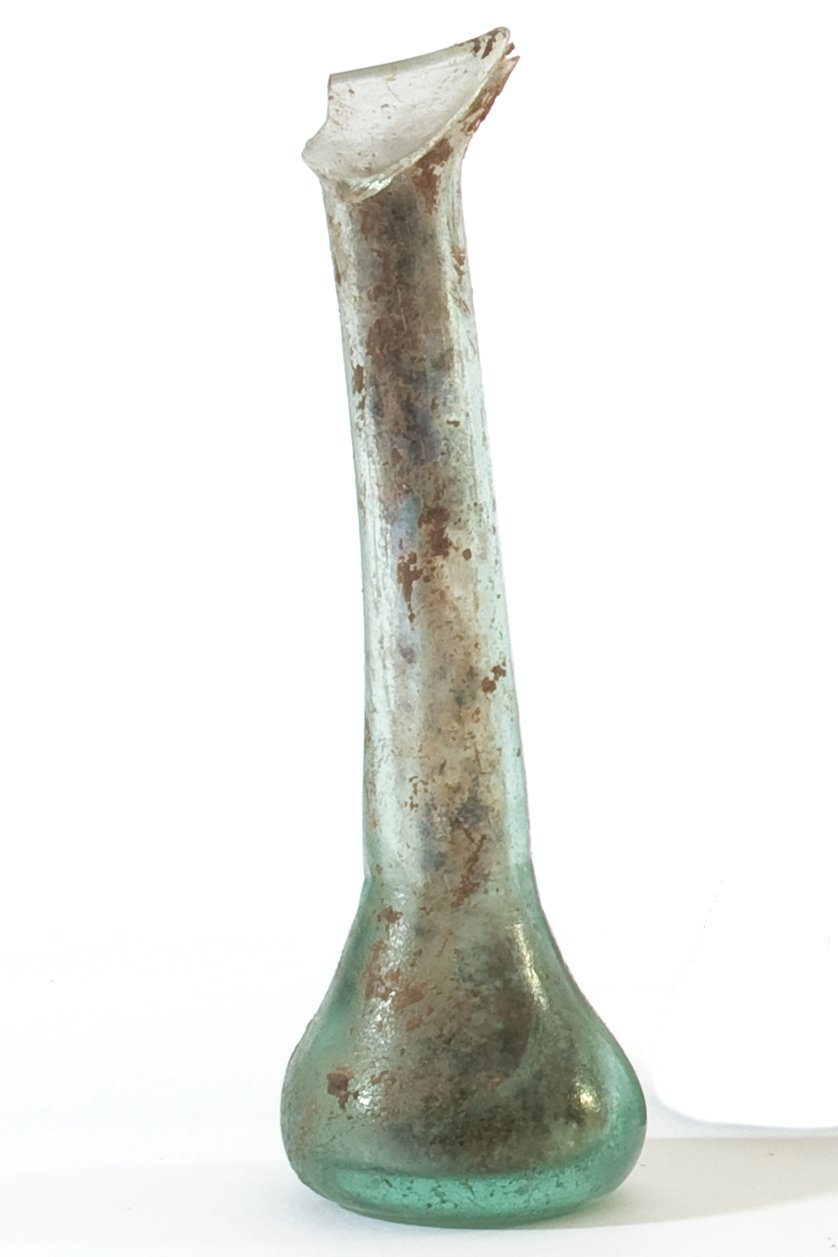
Balsamario
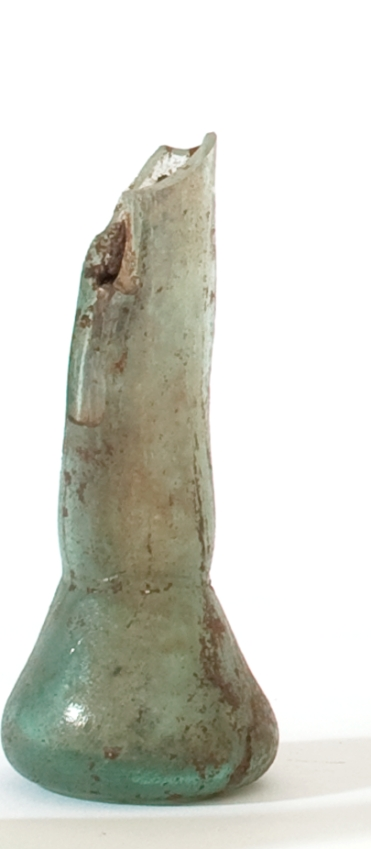
Balsamario
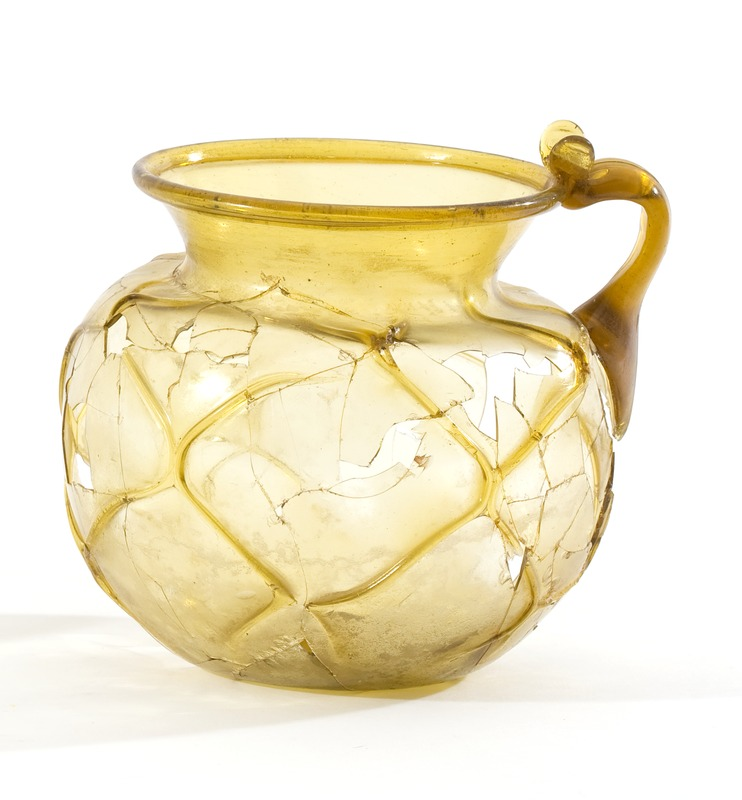
Brocca

### Lapidarium
Una sala è dedicata a lapidi tombarie, stele e altri elementi lapidei.

### Sezione etnoantropologica
Una forte rappresentanza all’interno della collezione è data dai mezzi di misurazione legati senza dubbio alla storia di Palazzo Monte dei Pegni. Una stadera con tramoggia in rame per la pesatura del sale con una serie di pesi di rapporto per aumentare la portata secondo le necessità e un insieme di quattro pesi in bronzo con leone di S. Marco andante, ovvero il corpo del leone posto di profilo e visibile per intero, appoggiato su tre zampe mentre l'anteriore destra è poggiata sul libro. In basso recano inciso “Bernardo Benzoni F.e V.a A. 1744”. 
Sino alla fine del Settecento Asola è parte della Repubblica di Venezia per cui adotta le unità di misura venete. Le misure sono sicuramente una delle pratiche sociali più antiche dell’umanità, il processo storico che ha portato alla scelta di un sistema internazionale è stato lungo e complesso e, nel momento in cui si instaura il sistema metrico decimale, le misure locali tradizionali perdono di significato. Un’esigenza reale di misura universale inizia ad imporsi solo verso la fine del XVIII secolo a seguito dell’accrescersi della comunicazione scientifica e delle attività commerciali internazionali. 
Destano curiosità i velocipedi, progettati con una ruota anteriore di grande diametro e con una posteriore piccolissima per raggiungere con poche pedalate una maggior velocità. 
Un’intera parete è occupata da una serie di forme e controforme di strumenti musicali a corda appartenute alla ditta artigiana di Azzini Giovanni (prima metà del XX sec.), specializzata nella produzione di mandolini, mandole e chitarre, come si legge nel catalogo della ditta, attestata fin dai primi anni del Novecento. Queste servivano per la fabbricazione delle casse armoniche o “gusci” che potevano essere create in numerose varianti a seconda delle esigenze del committente. Nella costruzione degli strumenti a corda la cassa, composta da fondo, piano armonico e fasce, veniva realizzata con l’ausilio di queste forme dette “maschio” e “femmina” per la messa in posa del legno.
Semi-nascosto ma significativo, in quanto fortemente legato al contesto locale, completamento della sala è il cannone grandinifugo, strumento utilizzato per sparare alle nubi per evitare la grandine. Il cannone, del tipo a mortaretto o mortaio-bossolo a retrocarica, fu ideato e costruito dal vicentino Pietro Laverada tra il 1898 e il 1902. In questo periodo si diffusero in ampie zone del Nord Italia.
La seconda sala si concentra sui mestieri femminili e in particolare sulla tessitura. La matassatrice della seconda metà del XIX sec. era necessaria per l’avvolgimento della matassa e per il trasferimento del filo all’incannatoio che serviva invece per trasportare il filo dalla matassa al rocchetto adatto all’orditura. 
Un telaio ligneo a mano, anch’esso della seconda metà del XIX sec., a due licci con cassa battente sospesa in alto per la produzione di bordure per biancheria e per bende. Artigianalmente si tessevano fibre di lana, lino, cotone e canapa, spesso combinate fra loro, sia le fibre animali che quelle vegetali avevano bisogno di operazioni preliminari per poter essere ridotte in filo. La lana, dopo la tosatura degli ovini e il lavaggio, deve essere lavata; i fusti di canapa e lino, dopo l’estirpazione delle piante e l’estrazione del seme (per il lino), devono essere sottoposti a operazioni successive che rendano possibile la separazione delle fibre tessili da quelle legnose. I cardatoi esposti erano strumenti per districare, sciogliere i nodi e allineare le fibre tessili eliminando le ultime impurità rimaste e trasformando la materia grezza in un prodotto semilavorato.

### Sezione storica
Il 27 luglio 1440 Asola entra spontaneamente a far parte della Repubblica della Serenissima. Venezia riconosce l’integrità del territorio asolano rispetto a Brescia e la conseguente salvaguardia della gerarchia politica e dell’autonomia fiscale. 
Dichiarata “terra separata”, ovvero, direttamente soggetta alla Repubblica, costituisce una delle quattro circoscrizioni bresciane con ampie esenzioni fiscali.
Venezia impone un Podestà, con giurisdizione civile e criminale che dal 1484 viene affiancato da un Provveditore generale in Terraferma, vertice dell’apparato amministrativo-militare. Uno scettro in ebano con decoro in argento cesellato simboleggia il potere podestarile. Esso presenta all’apice una raffigurazione a tutto tondo del Leone di S. Marco con libro aperto “Pax tibi Marce eva(n)gelista meus”, all’estremità superiore un rivestimento in lamina argentea con incisi dei decori vegetali, sui lati contrapposti sono applicate due armi: l’una raffigurante il Leone rampante del Comunità di Asola attestato anche dalle iniziali incise all’esterno dello scudo “C A”, l’altra con leone inquartato stemma araldico della famiglia Benzoni di Crema  (Benzon dopo il trasferimento di alcuni discendenti a Venezia) con inciso “S B P2, Scipione Benzon Provveditore. 
La città, grazie al controllo del podestà e del provveditore diventa sotto il dominio veneto avamposto difensivo e di controllo in posizione strategica tra i domini di Milano e di Mantova. Assumendo un ruolo militare nella difesa dei confini meridionali Venezia promuove un progetto di fortificazione della città, protetta fino al quel momento solamente da due rocche e da una palizzata dotata di fossato e terrapieno. Nel Catastico Bresciano curato da Giovanni Lezze nel primo decennio del XVII secolo Asola viene descritta nella sua forma a quadrilatero irregolare, delimitata da imponenti mura con quattordici torri cilindriche, protetta da un fossato esterno e da un terrapieno interno; l’ingresso è favorito da due porte: porta Fuori a levante e porta Chiese a ponente. A nord-est dell’abitato si trova una rocca quadrata con torri angolari tonde. Con il passare del tempo l’apparato fortificatorio di Asola rimanendo legato alla tradizione medievale viene completamente sorpassato sostituito da un’architettura militare completamente rinnovata. Asola però non viene coinvolta nel programma di miglioramento degli apparati difensivi della Repubblica della Serenissima. 
Le campagne napoleoniche e il trattato di Campoformio decretano la fine della Repubblica Veneta segnando il distacco di Asola e del territorio bresciano dai Veneziani. La regione confluisce, infatti, nella Repubblica Cisalpina il 20 novembre 1797. Assegnata inizialmente al Dipartimento del Benaco, Asola diventa parte dal 1798 del Dipartimento del Mincio. I documenti descrivono la storia di quei giorni delineando alcuni momenti salienti come l’arrivo del VI reggimento degli Ussari in città e l’elenco dei beni richiesti alla popolazione (lenzuoli, coperte, raschi, carriole, badili, paglierizzi, bocce di vetro…), o documenti relativi a momenti di svago come la richiesta di nomina da parte dell’Amministrazione centrale del Dipartimento del Benaco alla Municipalità di Asola di una ragazza per la partecipazione alla festa della riconoscenza dell’esercito francese. L’arrivo dei Francesi è attestato anche da un’epigrafe, donata da un privato, in marmo rosso che ricorda l’assedio posto a Mantova nel 1796 e la salvezza della città, che in seguito capitolò ai francesi, attribuita all’intercessione del Preziosissimo Sangue di Gesù Cristo. 
Il ritorno degli Austriaci tra la primavera del 1799 e quella del 1800 porta al ripristino dell’organizzazione istituzionale precedente, abolendo numerose forme di autonomia locale, sia amministrativa che giurisdizionale. Con il ritorno dei francesi e la successiva pace di Luneville, che nel 1801 ristabilisce le condizioni di Campoformio, Asola torna a essere parte della Repubblica Cisalpina. Gli anni successivi portano alla costituzione della Repubblica Italiana (1802), trasformata successivamente in Regno d’Italia (1805). Sono anni caratterizzati da una profondissima ristrutturazione costituzionale e amministrativa, che porterà alla definizione di uno stato inteso in senso moderno, ancorché assoggettato al dominio francese. Napoleone ridisegna le strutture del Regno d’Italia secondo il modello francese e sul piano politico istituisce le prefetture; il prefetto con i vice-prefetti, nominati dal governo e affiancati dagli organi consiliari, sono direttamente responsabili dell’amministrazione nei confronti del governo. 
A livello sociale introduce la competenza anagrafica dello Stato e l’attivazione dei Registri di Stato civile (1806), attraverso i quali si giunge ad avere una effettiva percezione della popolazione.
Nel settore della salute pubblica, emana provvedimenti volti a controllare le malattie contagiose e infettive (controllo della macerazione dei lini e vaccinazione contro il vaiolo). Un’attenzione notevole viene dedicata al problema dell’istruzione pubblica: la Rivoluzione francese aveva infatti affermato il diritto di ogni cittadino all’istruzione testimoniato dal registro dei “fanciulli” che dovrebbero frequentare la scuola. Sono significativi anche tutti quei provvedimenti volti a destinare le rendite dei capitali confiscati alle corporazioni e alle confraternite religiose al mantenimento delle scuole pubbliche.
Il senso dell’educazione pubblica del popolo è rappresentato anche dallo sviluppo delle attività culturali, come gli spettacoli teatrali, e dall’attenzione verso i beni artistici e per le antichità dello Stato, testimoniati dai primi e precursori provvedimenti di tutela (circolare del vice-prefetto di Castiglione delle Stiviere che esorta a conservare e custodire oggetti d’antichità). 
Il Congresso di Vienna nel 1815 riconduce la Lombardia nell’orbita austriaca. Quando, nel marzo 1848, l’insurrezione del popolo milanese dà il via ai moti rivoluzionari per liberare il regno Lombardo-Veneto dall’Austria, la reazione della cittadinanza di Asola è immediata. Il 22 marzo, dopo le cinque giornate di Milano e l’abbandono della città da parte del generale Radetzky, un’assemblea di circa 50 cittadini elegge ad Asola il comitato di sicurezza, cui viene affidato il compito di istituire una Guardia civica per la “pubblica e privata sicurezza”, divenuto dopo pochi giorni Governo Municipale Provvisorio.
Dopo i moti insurrezionali e le battaglie per l’indipendenza il 17 marzo 1861 nasce lo stato nazionale: il Regno d’Italia. Un anno più tardi dalla proclamazione dell’unità, il 28 aprile 1862, Garibaldi si trova ad Asola, ospite del Cavalier Andrea Terzi; dal balcone del palazzo della famiglia parla al popolo. 
Il generale ringrazia ed esorta i presenti a continuare nell’esercizio del tiro al bersaglio perché Roma e Venezia sono ancora sotto il dominio straniero. In questi anni infatti nascono nelle varie città e nei centri periferici le Società di Tiro a Segno utili all’insegnamento dell’arte della guerra ai valorosi patrioti e all’esercizio del tiro per i militanti delle Guardie Nazionali. 
Come si evince dalle descrizioni riportate la figura di Garibaldi è già dopo la proclamazione dell’Unità avvolta dal mito. Ma è soprattutto negli anni del ventennio postunitario che il programma istituzionale atto a tener viva la memoria del Risorgimento si fa sempre più forte. Una memoria che nelle nuove identità locali segue due direttrici fondamentali: la nazionalizzazione con la valorizzazione dei luoghi e dei personaggi che hanno caratterizzato il processo di unificazione e quello della municipalizzazione con l’esaltazione degli emblemi delle identità e autonomie locali. Città e patria si incontrano, si intrecciano e si sovrappongono; il tessuto urbano viene ridefinito a livello toponomastico e nella monumentalizzazione degli spazi pubblici. Così su tutto il territorio nazionale anche ad Asola si celebrano con solennità e regolarità gli anniversari dei principi regnanti, la festa dello Statuto che cade la prima domenica di giugno, la ricorrenza del XX Settembre anniversario della presa di Roma. Lo spazio urbano si adatta all’identità unitaria: la centrale Piazza con delibera consiliare diventa “P.zza XX Settembre” e la Contrada del Magistrato diventa Via Garibaldi; nel 1879, a un anno dalla morte del re, viene scoperta una lapide con busto in sua memoria sotto la loggia del palazzo municipale e nel 1894 si inaugura il monumento all’Eroe dei due mondi.
Della prima metà del XIX secolo è lo stendardo comunale, sul fronte compare lo stemma del Comune di Asola caratterizzato dal Leone rampante, mentre nel retro entro scudo si trovano il Leone di S. Marco simbolo della Repubblica della Serenissima e la biscia viscontea stemma dei Duchi di Milano a simboleggiare le due potenze che per secoli si contendono il potere sulla città. Dal Mangini si trova notizia che lo stendardo con “leone bianco coronato d’oro in campo rosso” viene dato in concessione ad Asola nel 1276 dall’imperatore Federico II (1194 -1250).
Lo stendardo, dipinto ad olio su tela, presenta ricchi decori a contorno dell’arme sia sul recto che sul verso; il medaglione con lo stemma di Asola presenta una ricca decorazione floreale mentre lo scudo raffigurante gli stemmi araldici dei Visconti e della Repubblica Veneta presenta due figure allegoriche entro edicola. Lo stemma asolano, che rappresenta il Comune in tutte le manifestazioni ufficiali, ora presenta un leone rampante con una corona turrita non più in argento con sedici torri di cui otto visibili, ma una corona in oro a otto punte di cui cinque visibili che indicano il riconoscimento e l’acquisizione del titolo di “Città” avuto nel 1951 con Decreto del Presidente della Repubblica, riconoscimento attribuito ai comuni protagonisti di importanti avvenimenti storici e sociali.
La sezione sulla Prima Guerra Mondiale espone una serie di materiali volti a ricreare la complessità della situazione bellica: dalle armi all’oggettistica da campo, dalle foto del Cimitero Militare della Terza Armata alle riproduzioni della stampa dell’epoca. Il conflitto militare del 1914 rompe gli schemi precedenti costituitisi nel mito del Risorgimento, con battaglie tra poche migliaia di uomini, con grandi manovre, codici cavallereschi, cariche della cavalleria e un coinvolgimento marginale delle popolazioni civili. La nuova guerra si presenta da subito come una guerra totale, di massa, il numero di uomini mobilitati è estremamente superiore rispetto al passato, soprattutto contadini da ogni regione d’Italia costretti ad abbandonare le campagne. La nascita dell’artiglieria leggera, lo sviluppo e il potenziamento di quella pesante cambiano i piani di battaglia fino ad allora elaborati. Gli anni della prima guerra mondiale vedono una rapida accelerazione del progresso tecnologico, una singola invenzione rivoluziona in brevissimo tempo i metodi di far la guerra, le compagnie di fanteria nel 1918 sono completamente diverse da quelle del 1914, sia per quanto riguarda la struttura organica, che per le tattiche e gli armamenti.
La guerra in alta montagna nasce e si sviluppa proprio con lo scoppio della Prima Guerra Mondiale, quasi esclusivamente sul fronte italiano. L’espressione “Guerra bianca” definisce quella serie di scontri che avvengono sul fronte italiano a quote montane molto elevate e in condizioni fisiche e ambientali fino ad allora ritenute impossibili. Molto presto infatti, oltre al tradizionale nemico aggrappato alle estremità opposte della terra di nessuno, si aggiunge un terzo, pressoché invincibile “contendente”: la morte bianca, vale a dire il costante pericolo di assideramento e, in generale, di dipartita violenta e brutale, dettata dalle impervie condizioni di vita imposte ai combattenti in alta quota. Prima ancora di sparare, gli eserciti impegnati sulle Alpi, così come sulle Dolomiti, devono innanzitutto organizzare e cercare di assicurare la loro stessa sopravvivenza, in posizioni tanto estreme quanto difficilmente difendibili e pericolosissime. In esposizione campeggiano le sovrascarpe da sentinella austriache interamente realizzate in corda di paglia intrecciata, insieme alle racchette da neve italiane e ai ramponi da ghiaccio e alle grappette da neve austriache. In basso il fornelletto individuale con pastiglie di combustibile in segatura e lo scaldarancio realizzato con fogli di giornale arrotolati e paraffinati per scaldare le porzioni di cibo in scatola ci parlano di una quotidianità misera ed disperatamente umana.
Un velivolo da ricognizione con sedile, volante e elica rappresenta il progresso nel volo nei primi decenni del secolo scorso.
Un raro album a stampa dedicato al Cimitero Militare della Terza Armata descrive il primo cimitero destinato ai caduti; dopo la fine della Guerra, sul Colle di Sant’Elia nel territorio di San Pietro d’Isonzo (Quota 48), viene realizzato per volontà del Duca d’Aosta. Si tratta di un interessante esempio di architettura cimiteriale complessa, la cui struttura di allestimento riflette una visione ed una sensibilità ancora interamente riconducibile all’epoca bellica. Molto diverso sarà infatti, a confronto, l’imponente Sacrario di Redipuglia - edificato sulla collina adiacente ed inaugurato da Mussolini nel 1938 - nel quale verranno trasferite anche le spoglie precedentemente tumulate sul Colle di Sant’Elia.
Organizzato in gironi concentrici, con uno sviluppo lineare di oltre 22 km. Secondo una visione puramente militare, i cerchi più alti ospitano le sepolture degli ufficiali (463), mentre nei gironi successivi vengono disposte le tombe dei militari di truppa. Di queste ultime, solo 5.860 portano il nome del caduto, i militi ignoti vengono associati all’arma di appartenenza ed al ruolo: i caduti anonimi entrano come in una scena teatrale, come protagonisti di una rappresentazione corale, di grande impatto emotivo, dichiaratamente celebrativa. Per delineare il profilo dei personaggi, ci si affida all’impiego di oggetti simbolici e di epigrafi in versi (gli autori sono Gabriele D’Annunzio, Fausto Salvatori, Giannino Antona Traversi Grismondi). Gli oggetti del vissuto quotidiano, così come gli strumenti di lavoro, assumono quasi dignità di personaggi: la gavetta, la marmitta da campo, il rotolo di filo spinato, la macchina da scrivere, il megafono, ogni oggetto ha uno spazio scenico proprio, una lapide che ne descrive il ruolo.
L’operazione di accumulo di oggetti, nella quale l’istanza estetica passa in secondo piano rispetto alla ricerca di nuove modalità di costruzione di senso e significato, è un processo che assume un valore particolare nel contesto delle culture d’immagine e del costruire di inizio secolo e del primo dopoguerra. Questi monumenti poveri, allestiti con oggetti di uso comune, mostrano una parentela evidente con il costruire dadaista (il Merzbau di Schwitters) ed una distanza notevole dalla retorica monumentale novecentista, dato che risulterà evidente dal confronto con il più tardo Sacrario di Redipuglia. Lo stesso pittore futurista Carlo Carrà spedisce dal fronte disegni con inclusi frammenti di ritratti di militari, portando avanti anche in questo tipo di produzione ricerche e riflessioni che sappiamo avere grande sviluppo in area futurista, cubista e dada.
Queste memorie di guerra, nella loro forma di documentazione fotografica raccolta in album, si collocano allora in uno snodo particolare, tra culture ‘spontanee’ intrecciate alle ricerche delle avanguardie e nascente monumentalizzazione retorica, quella che prevarrà di lì a poco nelle arti figurative e nell’architettura, anche funeraria. 

### Risorgimento in pittura: Virgilio Ripari e Serafino de Tivoli
Virgilio Ripari nasce ad Asola il 9 ottobre 1843 e muore a Milano il 9 aprile 1902. La sua famiglia è molto povera così solo grazie a un sussidio elargito dal sindaco del comune di Asola, Andrea Terzi, di lire 350 si può recare all’Accademia di Brera per approfondire gli studi. Allievo del Bertini e del Casnedi, si avvicina alle modalità espressive di Tranquillo Cremona nella scelta dei soggetti e nelle trame di stesura del colore a tocchi. È l’ambiente extra-accademico della scapigliatura milanese ad attirare il suo interesse. Il Ripari, amato dai contemporanei per l’esasperazione sentimentale tipica del decadente romanticismo, si dedica ad un repertorio di scene domestiche, di carattere intimistico: tipiche le figurazioni femminili di suore in muto colloquio con fiori, languide e sentimentali, dalla vena narrativa tardo-scapigliata, memore al contempo della tradizione di Luigi Scrosati, che dal 1863 è incaricato della cattedra di ornato a Brera. Come si coglie osservando il quadro appartenente alla collezione belliniana “Fiori per la Madonna” le sue figure sono spesso tuffate nei fiori che ritrae con grande freschezza e verità. Seguendo gli entusiasmi e le speranze date dal raggiungimento dell’Unità Nazionale nel 1866 prende parte come volontario alla terza Guerra d’Indipendenza. In quegli anni inizia ad esporre all’Esposizione Nazionale di Belle arti nel Palazzo di Brera, continuando per tutti gli anni Settanta e Ottanta divulgando il repertorio cremoniano in forme facili, eleganti e piacevoli. Nel 1882 l’Illustrazione Italiana, la più importante rivista di arte di quel periodo, gli dedica la prima pagina riproducendo in xilografia il suo dipinto Amenità sottolineando l’eleganza, il buon gusto, il ventaglio iconografico e compositivo tipicamente scapigliato. Col tempo le recensioni della critica si fecero meno lusinghiere nei suoi confronti: disponibili, da un lato, ad apprezzare la scelta dei soggetti e il loro piacevole svolgimento; severe, dall’altro, nel castigare le formule ripetitive e convenzionali senza innovazione. A partire dagli anni novanta si dedicherà al paesaggio. 
Allo stesso arco cronologico appartiene la produzione artistica di Serafino De Tivoli (1826-1892), toscano di nascita, allievo dei fratelli Markò, inizialmente si dedica soprattutto agli studi di paesaggi. Nel 1848 si arruola tra i volontari toscani e partecipa alla prima guerra d’indipendenza combattendo a Curtatone e Montanara e nel 1849 in difesa della Repubblica Romana. A Firenze frequenta e anima il Caffè Michelangelo, punto di riferimento dei Macchiaioli toscani, legandosi, tra gli altri, a Telemaco Signorini. Nel 1855 si reca prima a Parigi per formarsi subendo l’influenza della Scuola di Barbizon, di Courbet e dei pre-impressionisti che dipingevano all’aria aperta e poi a Londra per visitare l’Esposizione Internazionale. Tra il 1850 e 1860 dipinge con il fratello Felice nella campagna intorno a Firenze e sulle rive del lago di Albano. La ricerca continua di nuovi spunti naturalistici raggiunge l’apice nel 1854, anno in cui fonda con il fratello, Lorenzo Gelati e Saverio Altamura la Scuola di Staggia nel senese, che da impulso a un genere di pittura di paesaggio scevra dei toni solenni ed immobili delle vedute classiche che avevano caratterizzato fino ad allora l'arte ottocentesca italiana. Si trattava di una comunità aperta al dibattito nella quale gli artisti si ritrovavano all'aperto rappresentando sovente uno stesso soggetto, progettando composizioni dai particolari accorgimenti luministici, andando a costituire un precedente del quale risentirono i Macchiaioli pochi anni più tardi. Il De Tivoli partecipa a numerose esposizioni a Firenze, Genova, Torino, Londra, Parigi.  Il dipinto presentato in museo “La campagna romana” viene esposto nel 1866 alla Royal Society di Londra. Nel 1873 torna a Parigi per rimanervi quasi ininterrottamente fino al 1890 dove frequenta la cerchia di Boldini e di Degas. La produzione posteriore al 1873 risente dei modi del naturalismo chiaroscurale della scuola di Barbizon, che indurranno il De Tivoli a schiarire la tavolozza in favore di un colore più arioso e vibrante. Nel 1890 la carenza di mezzi e la progressiva cecità lo spingono a tornare a Firenze dove morirà nel 1892 all’ospizio israelitico.

### Fondo fotografico
Le collezioni di Goffredo Bellini comprendono un importante fondo di oltre 300 stampe fotografiche e fotomeccaniche, realizzate con tecniche differenti, databili dagli ultimi decenni dell’Ottocento all’inizio degli anni Quaranta del secolo successivo. 
La raccolta riflette appieno, nell’eterogeneità dei soggetti, dei formati e delle tecniche, la complessità degli interessi del collezionista, la sua passione per la cultura intesa in senso ampio, l’attenzione per la dimensione estetica che corre parallela agli interessi storici e scientifici. 
Tenendo sempre presente la duplice funzione, di interesse collettivo e di memoria privata dei materiali, Bellini raccoglie serie di immagini che vanno dalla ritrattistica ufficiale di personaggi pubblici (regnanti, politici, ecclesiastici, protagonisti del mondo dell’arte e della cultura) a quella di carattere privato, dalle vedute di città d’arte alla documentazione archeologica ed etnografica, nonché un importante nucleo di immagini riferibili alla Grande Guerra ed alla successiva espansione coloniale.
I decenni coperti dalla raccolta Bellini sono cruciali per lo sviluppo del linguaggio fotografico e dei sistemi di diffusione delle immagini. Le innovazioni riguardano, sul fronte fotografico quanto su quelli fotomeccanico e delle tecniche di pubblicazione, i materiali per la ripresa e la stampa, il perfezionamento tecnico delle apparecchiature così come la ricerca estetica. 
Le direzioni nella quale si muove la fotografia sono quelle di una sempre maggiore rapidità di ripresa, della ricerca di materiali sicuri e di semplice utilizzo, del miglioramento qualitativo delle immagini, di una diversificazione e moltiplicazione del loro impiego strumentale. 
Questi sviluppi rispondono ad una precisa e crescente domanda di immagini da parte della cultura occidentale, che riflette una duplice concezione del mezzo fotografico: da una parte si promuove l’utilizzo sempre più massiccio della fotografia come sussidio e documentazione di base per gli studi umanistici (archeologici e storico-artistici soprattutto) e scientifici (etnografici, urbanistici, naturalistici), dall’altra si stabilizza l’idea della fotografia come tecnica artistica autonoma, destinata alla produzione di opere che si pongono sempre più dichiaratamente sullo stesso piano della produzione pittorica e grafica. 
Tra gli ultimi decenni dell’Ottocento ed i primi del Novecento, uno dei contributi sostanziali del nuovo mezzo è rappresentato dalla sua diffusione ad uso privato, come tecnica alla portata di tutti per la costruzione di racconti di carattere individuale o familiare, come strumento di esplorazione e di condivisione di una visione personale del mondo.

### Stefano Arienti - S. Andrea e S. Erasmo
L’artista, asolano di nascita e milanese d’adozione, è uno degli artisti italiani più significativi della sua generazione e uno dei più noti in campo internazionale. Proveniente da studi scientifici, intraprende il percorso artistico negli anni ‘80 attraverso la frequentazione di figure di spicco della cultura milanese tra cui Corrado Levi, ottenendo importanti riconoscimenti della critica. Il suo lavoro prende le mosse da materiali, oggetti e immagini preesistenti - dai grandi artisti del passato alla cultura popolare - compiendo alterazioni di forma e traduzioni che ne modificano il significato in un processo creativo orizzontale e antilineare. Arienti affronta temi chiave dell'arte contemporanea come la natura e il ruolo dell'immagine e il concetto di originalità. In anni più recenti si è cimentato nella realizzazione e installazione di grandi opere in spazi di tipo monumentale, ma sempre esito di un processo conoscitivo dal basso del contesto storico culturale.
“Le due grandi tele realizzate da Stefano Arienti sono un omaggio al luogo natio, un riconoscimento generoso e di acuta consapevolezza alla città che sicuramente molto ha contribuito al suo percorso esistenziale e culturale. Profonda e intrinseca è, infatti, la relazione fra patrimonio e comunità: le grandi opere costituiscono la coscienza e l’immaginario delle persone e delle generazioni che le hanno abitate. E così è del ciclo del Romanino nella chiesa di Sant'Andre, delle imponenti ante d’organo, dei pilastri e della cantoria, insieme al complesso del pulpito: l’opera appartiene a quegli sguardi che si sono posati sui paesaggi, su quelle figure possenti e ingenue, sui cieli agitati. Esattamente come lo sguardo di Stefano Arienti che disegnando Romanino su due grandi teli antipolvere ripercorre una storia anche personale di incontro originario con l’arte del Rinascimento più inquieto. La ripercorre con la sua cifra personale di sperimentatore.  Il lato non visibile delle ante d’organo lo stimola ad una operazione estrema dell’immaginazione: recuperare l’idea, il disegno, il segno grafico dell’autore che viene evocato straordinariamente nelle due maestose figure dei santi Andrea ed Erasmo. L’incontro fra Arienti e Gerolamo Romanino è personale, quasi fisico nel gesto grafico, nell’opus che non imita, ma assume ritrovando forse in sé il segno di un incontro più antico. Si dispiega nei grandi teli candidi il disegno cinquecentesco e più precisamente la grafica mossa e compendiaria del Romanino stesso”. scrive Francesca Zaltieri.
L'opera è stata realizzata in occasione della mostra “Antipolvere” (25 marzo – 16 luglio 2017) presso la Galleria Civica di Modena.

## Museo parrocchiale Giovanni Battista Tosio
Il museo parrocchiale Giovanni Battista Tosio raccoglie oggetti religiosi e liturgici legati alla chiesa di Sant'Andrea: questi sono esposti in parte nella chiesa stessa, soprattutto quelli utilizzati ancora oggi, e in parte in un'ala del palazzo del Monte dei Pegni. Particolare rilevanza è stata data al percorso storico della chiesa di Asola.